# 2007-es afrikai ralibajnokság
A 2007-es afrikai ralibajnokság február 9-én vette kezdetét és augusztus 19-ig tartott. A bajnokságot a zimbabwei Conrad Rautenbach nyerte a zambiai Muna Singh és a japán Hideaki Miyoshi előtt.

## Versenynaptár
| Dátum           | Verseny                         | Győztes           |
| --------------- | ------------------------------- | ----------------- |
| február 9-11    | Rally of Tanzania               | Hideaki Miyoshi   |
| március 9-11    | KCB Safari Rally Kenya          | Conrad Rautenbach |
| április 13-15   | Pearl of Africa Uganda Rally    | Conrad Rautenbach |
| május 4-6       | Rwanda Mountain Gorilla Rally   | Conrad Rautenbach |
| május 24-27     | Zulu Rally South Africa         | Conrad Rautenbach |
| július 13-15    | Dunlop Zimbabwe Challenge Rally | Conrad Rautenbach |
| augusztus 17-19 | Zambia International Rally      | Muna Singh        |

## Végeredmény
Versenyzők
| #  | Versenyző          | Rali | Rali | Rali | Rali | Rali | Rali | Rali | Teljes pontszám |
| #  | Versenyző          | TAN  | SAF  | UGA  | RUA  | RSA  | ZBW  | Zam  | Teljes pontszám |
| -- | ------------------ | ---- | ---- | ---- | ---- | ---- | ---- | ---- | --------------- |
| 1. | Conrad Rautenbach  | 6    | 16   | 15   | 16   | 16   | 16   | 0    | 85              |
| 2. | Muna Singh         | 0    | 8    | 8    | 12   | 12   | 12   | 16   | 68              |
| 3. | Hideaki Miyoshi    | 16   | 10   | 10   | 8    | 0    | 0    | 0    | 44              |
| 4. | Lola Verlaque      | 7    | 0    | 0    | 0    | 0    | 8    | 12   | 27              |
| 5. | Asad Anwar         | 10   | 5    | 0    | 0    | 0    | 0    | 0    | 15              |
| 6. | Patrick Emontspool | 5    | 4    | 0    | 5    | 0    | 0    | 0    | 14              |
| 7. | Issa Mohamed       | 3    | 3    | 0    | 0    | 0    | 0    | 0    | 6               |
| 8. | Emmanuel Katto     | 0    | 2    | 3    | 0    | 0    | 0    | 0    | 5               |
| 9. | Omar Bakressa      | 1    | 0    | 0    | 0    | 0    | 0    | 0    | 1               |
|    | Anwar Pandya       | 0    | 1    | 0    | 0    | 0    | 0    | 0    | 1               |

Gyártók
| #  | Gyártó     | Rali | Rali | Rali | Rali | Rali | Rali | Rali | Teljes pontszám |
| #  | Gyártó     | TAN  | SAF  | UGA  | RUA  | RSA  | ZBW  | Zam  | Teljes pontszám |
| -- | ---------- | ---- | ---- | ---- | ---- | ---- | ---- | ---- | --------------- |
| 1. | Subaru     | 9    | 16   | 16   | 16   | 16   | 16   | 16   | 105             |
| 2. | Mitsubishi | 16   | 10   | 10   | 8    | 0    | 0    | 0    | 44              |